# Kopriwschtiza
Kopriwschtiza [koˈprivʃtit͜sɐ] (bulgarisch Копривщица, englische Transkription Koprivshtitsa) ist eine Kleinstadt in Bulgarien und Zentrum der gleichnamigen Gemeinde. Die Stadt liegt im zentralen Teil des Sredna-Gora-Gebirges.
Die Stadt ist bekannt für die Häuser aus der Zeit der bulgarischen Wiedergeburt, als die Kaufleute aus Kopriwschtiza durch Tierzucht und Handel zu relativem Wohlstand innerhalb des Osmanischen Reiches gelangten.

## Lage
Die Stadt liegt in den Sredna-Gora-Bergen am Fluss Topolniza (bulgarisch Тополница), 111 Kilometer östlich von Sofia.

## Name
Der Name leitet sich vom bulgarischen Wort für Brennnesseln (bulgarisch коприва / [koˈprivɐ]) ab, die in dieser Gegend sehr zahlreich wachsen.

## Geschichte

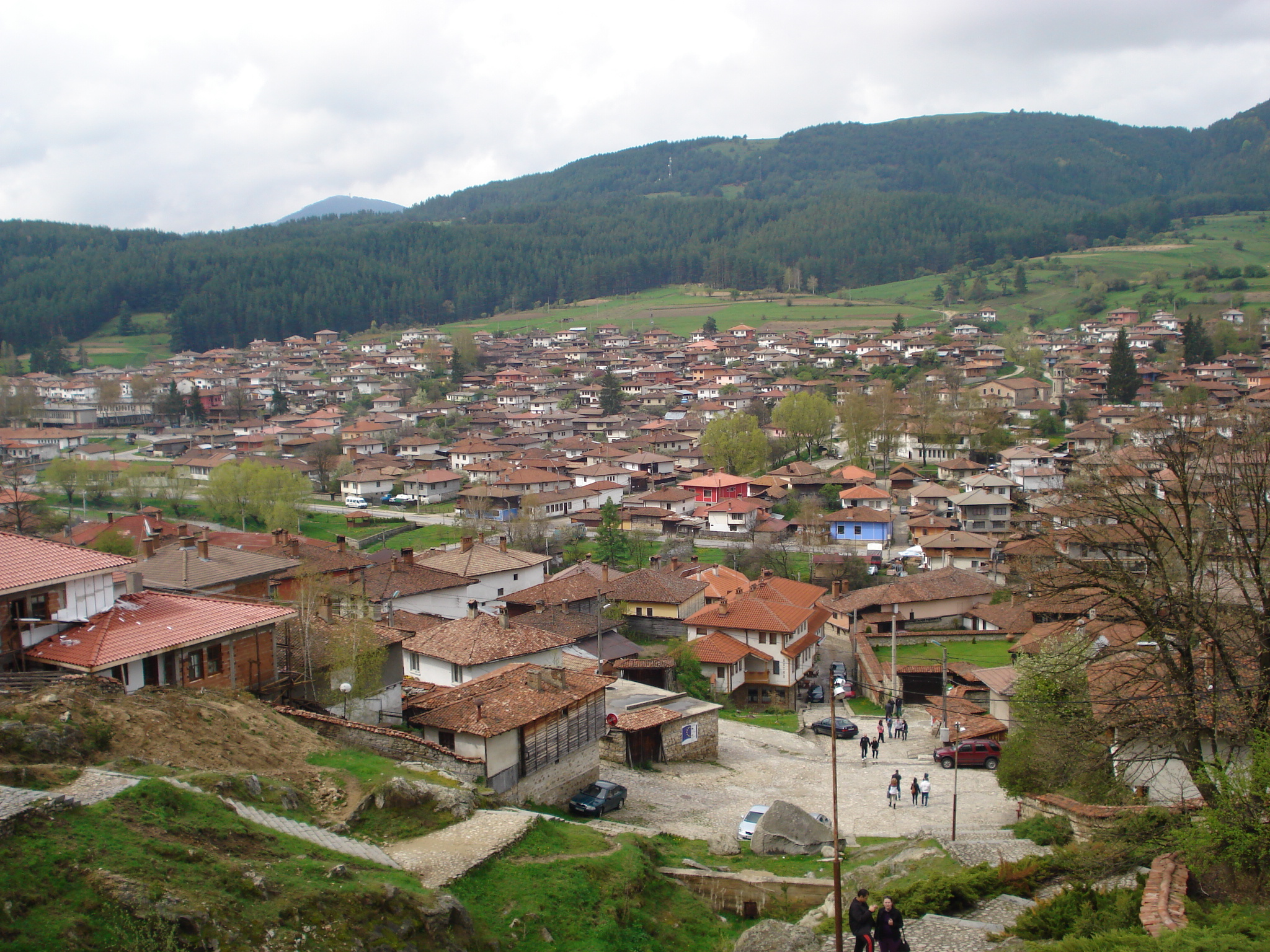
Blick über die Stadt

Die Gegend von Kopriwschtiza ist seit dem Ende des 14. Jahrhunderts besiedelt. Mehrere Male wurde die Ortschaft von Räuberbanden zerstört (1793, 1804, 1809) und von den Bewohnern wieder aufgebaut.
In Osmanischer Zeit war die Ortschaft unter dem Namen Avrat Alan bekannt.
In der zweiten Hälfte des 18. Jahrhunderts, während der Zeit der Bulgarischen Wiedergeburt, wurde dank des Reichtums der hiesigen Kaufleute Kopriwschtiza zu einem Zentrum der Aufklärung. Hier entstanden mehrere sogenannte Zellenschulen (auch Klosterschule genannt), in denen in bulgarischer Sprache Lesen und Schreiben gelehrt wurde. Neben der von Mönchen geführten Schule im Metoch neben der Muttergotteskirche, in der den Schülern Mittelbulgarisch und Kirchenordnung gelehrt wurde, entstanden private Zellenschulen in den Häusern oder Geschäften prominenter Kaufleute wie die Schule von Chadschi Gero (Vater von Najden Gerow), der ab 1810 in seinem Haus im Stadtteil Lambowska unterrichtete. Weitere Schulen waren die von Nikita Bojadschijata, in seiner Lackiererei in der Arnaut-Machala, die Schule von Priester Lultscho, die sich neben dem Marktplatz im Haus von Gentscho Tumangelow befand; die Schule von Grujo Popgentschow, im Haus von Semko Chaddschiweljow im Stadtteil Lambowska oder die Schule von Iwan Dschukelat, in seinem Verkaufsladen auf dem Markt.
Im Jahr 1822 öffnete in Kopriwschtiza die erste öffentliche Gemeindeschule ihre Türen. Sie wurde mit Hilfe des Großkaufmanns und Wohltäters Wălko Tschalăkow geschaffen, der ein bescheidenes Gebäude am linken Ufer des Flusses Bjala stiftete. Im Schuljahr 1835–1836 führte der Lehrer Zachari Kruscha die Bell-Lancaster-Schulform (siehe Einführung der Lancasterschule in Bulgarien) nach dem Vorbild der Gabrowo Gesamtgrundschule in der Gemeindeschule ein, womit er den bis dato theologisch-religiös geprägten Unterricht für die weltliche Bildung in der Stadt öffnete. Diese Einführung zog in der Folge junge Bulgaren aus dem ganzen Osmanischen Reich an und brachte das die Kapazitäten des Schulgebäudes an seine Grenze. Wălko Tschalăkow ergriff erneut die Initiative, übertrug einen seiner Gärten im Sredna Machala, am linken Ufer des Topolka-Flusses, der Gemeinde und war einer der Spender für das neue Schulgebäude, das 1837 fertiggestellt wurde.
1869 wurde in Kopriwschtiza ein Kulturhaus eröffnet.
In Kopriwschtiza wurde der erste Schuss des Bulgarischen Aprilaufstands 1876 abgegeben, der Revolte der bulgarischen Bevölkerung gegen die osmanische Herrschaft.

## Tourismus
In der Stadt befinden sich zahlreiche, großteils restaurierte Häuser aus der Zeit der Bulgarischen Wiedergeburt. Zahlreiche Museumshäuser erinnern an die Helden des Aprilaufstands. Seit 1952 ist Kopriwschtiza offiziell eine Museumsstadt und befindet sich auf der Liste der 100 nationalen touristischen Objekte.
Seit 1965 findet in Kopriwschtiza alle fünf Jahre das bulgarische nationale Folklorefestival statt, bei dem tausende Künstler auftreten und Kunsthandwerker ihre Erzeugnisse ausstellen.
Im Jahr 2016 wurde dieses Festival als „System von Praktiken zur Übertragung Präsentation der Traditionen“ von der UNESCO in das Register guter Praxisbeispiele des immateriellen Kulturerbes der Menschheit aufgenommen.

## Verkehr
Von Kopriwschtiza gibt es Busverbindungen nach Sofia und Plowdiw. Der Bahnhof befindet sich ca. 9 km außerhalb der Stadt, es existiert eine Busverbindung vom Bahnhof in die Stadt.
Durch die Stadt verläuft die Nationalstraße 606, welche auch den nördlich gelegenen Bahnhof der Stadt verbindet.

## Söhne und Töchter der Stadt
- Wălko Tschalăkow (1765–1841), Großkaufmann, Hauptsteuereinnehmer und hoher osmanischer Würdenträger
- Stojan Tschalăkow (1768–1850), Kaufmann und hoher osmanischer Würdenträger
- Najden Gerow (1823–1900), Sprachwissenschaftler
- Ljuben Karawelow (1834–1879), Dichter
- Petko Karawelow (1843–1903), Politiker
- Georgi Benkowski (um 1843–1876), Revolutionär
- Todor Kableschkow (1851–1876), Revolutionär
- Gawril Kazarow (1874–1958), Althistoriker
- Dimtscho Debeljanow (1887–1916), Dichter